# Loto
Pour les articles homonymes, voir Loto (homonymie).
Pour l’article ayant un titre homophone, voir L'Auto.
 (juin 2025).
Si vous disposez d'ouvrages ou d'articles de référence ou si vous connaissez des sites web de qualité traitant du thème abordé ici, merci de compléter l'article en donnant les références utiles à sa vérifiabilité et en les liant à la section « Notes et références ».
 (juin 2025).
Le loto, parfois orthographié lotto, également appelé quine, bingo, loto-bingo, loto-quine ou rifle est un jeu de hasard. Son but est d'obtenir un certain nombre de bons numéros sur une grille préremplie. Il peut être joué dans un cadre familial, amical ou associatif mais également par des opérateurs de loterie nationaux permettant alors d'engranger des gains d'argent substantiels (plusieurs dizaines de millions d'euros).

## Loto traditionnel

### Origines
L'invention du jeu de loto est souvent attribuée à l'Italien Benedetto Gentille. Ce dernier aurait tout simplement transformé en jeu le mode de renouvellement des membres du Conseil municipal de sa ville de Gênes. C'est François Ier qui l'aurait importé en France à son retour de la campagne d'Italie. Ce jeu est aussi à rapprocher du Cavagnole.

### Étymologie et variété des appellations

#### Loto
Le nom de « loto » vient de l'italien « lotto », qui signifie « lot ». Il s'agit de l'appellation la plus courante tant en Belgique, qu'en France ou en Suisse.

#### Bingo
Aux États-Unis, les joueurs avaient l'habitude d'utiliser des petits haricots pour recouvrir sur le carton les numéros tirés au sort et de crier « beano » (de l'anglais bean, haricot) lorsqu'ils avaient une ligne ou une colonne complète. Le nom a progressivement dérivé vers bingo.

#### Quine
À l'origine, « quine » est un nom masculin. D'après le Larousse il peut être employé au féminin ou masculin. D'après le dictionnaire Le Petit Robert, le mot apparaît au pluriel, « quines », en 1155. Il provient du latin « quinas », accusatif féminin pluriel de « quini », signifiant « cinq chacun ». Il désignait, dans les anciennes loteries, « cinq numéros pris et sortis ensemble ». Cette appellation se rencontre notamment dans certains départements du Midi de la France.

#### Autres
- Rifle : principalement dans les anciennes régions françaises du Berry, de Bourgogne et du Roussillon ;
- Poule-au-gibier : en Corrèze ;
- Loto-Quine : régions des Hauts-de-France et de La Réunion.

### Règles du jeu

#### Le tirage au sort du numéro

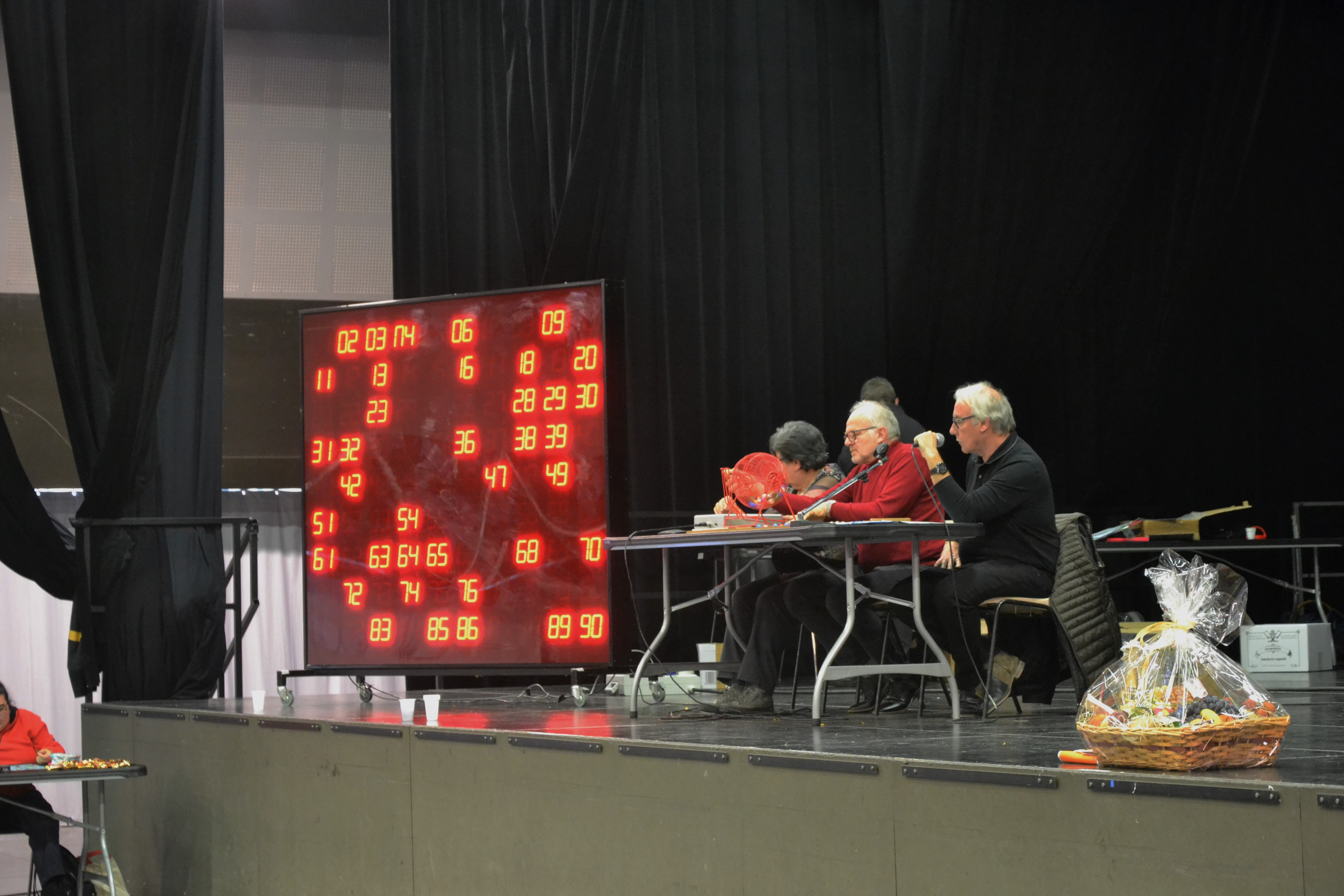
Table de tirage, avec boulier et tableau d'affichage des numéros tirés.

Un meneur de jeu tire au sort une boule sur laquelle est inscrit un numéro (de 1 à 90). Pour que le choix soit véritablement aléatoire, les boules sont agitées dans un boulier, un sac ou un pot. Dès qu'il a tiré une boule, le meneur de jeu annonce à voix claire et audible de tous, la valeur lue.
Les joueurs ont reçu ou acheté des cartons en début de partie. Les cartons sont valables pour toute la durée du loto. Sur chaque carton figure une grille comportant trois lignes et neuf colonnes. Parmi les cellules qui en résultent, quatre, dans chaque ligne, sont vides alors que cinq comportent un nombre. C'est dire que chaque carton affiche quinze numéros.
Chaque joueur, à l'annonce du numéro tiré par le meneur de jeu, vérifie si l'un de ses cartons comporte le numéro tiré. Si oui, il met un jeton sur la case correspondante.
On procède alors à un nouveau tirage et ainsi de suite jusqu'à ce qu'un des participants ait gagné.
Si une ligne entière (les cinq cases) est remplie on dit qu'il y a « quine » ; si les trois lignes d'un carton sont pleines, on dit qu'il y a « carton plein ». Selon les règles de jeu définies en début de partie, celui qui réalise le premier une quine, une double quine (deux lignes) ou un carton plein est gagnant d'un lot plus ou moins important qui est traditionnellement « en nature » et peut parfois être très important: par exemple un cochon, des bons d'achats, un voyage.

#### Le carton
La taille d'un carton est généralement de 9,6 × 14,6 cm, cependant il n'y a pas de taille fixe. Son prix varie de 1 à 6 euros. La législation française interdit la vente de cartons globale pour un seul joueur au-dessus de 20 euros.
Un joueur achète un ou plusieurs cartons (autant qu'il le souhaite), chaque carton est composé de 27 cases (3 lignes, 9 colonnes), seules 15 cases possèdent un numéro (5 par ligne).
La première colonne peut contenir des chiffres de 1 à 9, la deuxième des nombres de 10 à 19 ainsi de suite. On obtient ainsi 8931 lignes différentes permettant de construire un « jeu complet » de 2 977 cartons[réf. nécessaire].

## Législation

### En France
Le quine ou loto peut se jouer toute l'année, le nombre de lotos est limité à six par an (uniquement si l'association n'organise que des lotos en manifestation exceptionnelle) et par association.
La mise maximum du joueur doit être inférieure ou égale à 20 € pour l'ensemble de ses cartons.
Le loto doit être organisé dans un but social, culturel, scientifique ou sportif et le but précis du loto doit être mentionné sur les moyens de communication.
Il est interdit d'organiser des ramassages des participants en car de tourisme.
Il est également interdit de mettre en jeu de la volaille vivante, du gibier et de l'argent (les cartes cadeaux ou les bons d'achat sont légaux). L'ensemble des lots de viande à gagner doit porter une trace de suivi depuis le lieu de l'abattage.
Le loto peut se jouer uniquement dans un cadre associatif restreint, c'est-à-dire uniquement les adhérents et les sympathisants de l'association, les lotos ne doivent pas être ouverts au grand public. De nombreuses associations organisent très régulièrement des lotos traditionnels afin d'obtenir des recettes pour la réalisation de leurs projets.

## Jeux institutionnels

### En Belgique
En Belgique, la Loterie nationale organise différents jeux de hasard dont le lotto (écrit avec deux t), le tirage se déroule comme en France, mais il faut trouver six bons numéros sur 45 possibles (42 avant 2011).

### En France
En France, la Française des jeux — qui a le monopole des jeux de loterie — propose un loto permettant de gagner jusqu'à 24 millions d'euros.

### En Suisse
La Loterie romande (pour les cantons romands) et Swisslos (pour les cantons alémaniques et le canton du Tessin) organisent différents jeux de tirage dont le Swisslotto. Il faut trouver 6 chiffres sur 45 pour remporter le jackpot du Swisslotto. De plus, il faut choisir un chiffre entre 1 et 3 en plus des 6 bons numéros.
Dès le 10 janvier 2013, le Swiss loto a remplacé le Swisslotto, avec de nouvelles règles qui se rapprochent de celles en vigueur en France : 6 numéros sur 42, ainsi qu'un numéro chance entre 1 et 6.

## Probabilités et statistiques

### Nombre de combinaisons
Sur un loto où l'on doit choisir {\displaystyle k} nombres parmi {\displaystyle n} possibles, il y a {\displaystyle {n \choose k}} combinaisons possibles. Ainsi dans la variante pratiquée par la Française des Jeux jusqu'en 2008, il y a {\displaystyle {49 \choose 6}=13\;983\;816} grilles différentes.

### Nombre de grilles à remplir pour garantir un nombre fixé de numéro
Si l'on ne s'impose pas la contrainte que tous les numéros choisis soient corrects, il est possible de garantir l'obtention d'un nombre fixé de numéros corrects sans avoir à jouer toutes les grilles possibles.

#### Obtention sûre de trois bons numéros
Il est possible de s'assurer de trouver trois bons numéros sur les six en jouant 174 grilles,.

### Répétitions d'un même tirage
Lorsqu'il y a {\displaystyle n} valeurs possibles et choisies uniformément, le nombre de tirages indépendants à effectuer pour obtenir deux grilles identiques avec une probabilité de 0,5 est de l'ordre de {\displaystyle {\sqrt {n}}}, c'est le paradoxe des anniversaires. Dans le cas du loto français avec 13 983 816 grilles possibles, il y a ainsi une probabilité d'environ 0,50013 d'obtenir deux grilles identiques pour 4 004 tirages. Au loto bulgare qui obéit aux mêmes règles que le loto français, la grille 4 - 15 - 23 - 24 - 35 - 42 à ainsi été tirée à deux reprises, le 4 septembre 2009 et le 10 septembre 2009.